# Янаул (Шушнурский сельсовет)
Янау́л (баш. МФА: Яңауыло файле) — деревня в Краснокамском районе Башкортостана, входит в состав Шушнурского сельсовета. 

## Население
| 2002 | 2009 | 2010 |
| ---- | ---- | ---- |
| 8    | ↗11  | ↘7   |

## Улицы
В деревне имеется одна улица — Янаульская.